# حجي قادر كويي

حجي قادر كويي هو شاعر كردي ولد في سنة 1817 في مدينة كويسنجق في محافظة أربيل حالياً، إنصب معظم شعره عن قوميته الكردية ودينه الإسلامي وقد كان متأثراً بالشاعر الكردي قبله أحمدي خاني توفي في سنة 1897.